# Brightest Star
『Brightest Star』（ブライテスト・スター）は、2008年1月16日にリリースされたBRIGHTの1枚目のミニアルバム。

## 解説
- BRIGHTの1stミニアルバム。
- インディーズデビューシングル「Brightest Star」は再レコーディングして収録されている。

## 収録曲

### ディスク1
1. Theme of BRIGHT
2. Brightest Star
3. Girls Party Time
4. Eternal Love
5. Tears
6. オレンジ

### ディスク2
1. Brightest Star MUSIC VIDEO